# Онайда (округ, Айдахо)
Она́йда (англ. Oneida) — округ в штате Айдахо. Административным центром является город Малад-Сити.

## История
Округ Онайда был образован 22 января 1864 года. Изначально столица была в городе Сода-Спрингс. Однако в 1886 году она была перенесена в Малад-Сити в силу его быстрого роста и расположения между городом Коринн в штате Юта и приисками близ города Бьютт в штате Монтана. Своё название округ получил по озеру Онайда в штате Нью-Йорк, с берегов которого прибыли первые поселенцы.

## Население
По состоянию на 2010 год население округа составляло 4286 человек. С 2000 года население увеличилось на 3,9 %. Ниже приводится динамика численности населения округа.

## География
Округ Онайда располагается в юго-восточной части штата Айдахо. Площадь округа составляет 3112 км², из которых 3 км² (0,10 %) занято водой.
|      |                       | Пауэр          | Баннок |  |
| Каша | север                 | Франклин       |        |  |
| Каша | Онайда                | Франклин       |        |  |
| Каша | юг                    | Франклин       |        |  |
|      | Бокс-Элдер (штат Юта) | Каш (штат Юта) |        |  |

### Дороги
- — I-15
- — I-84
- — ID-36
- — ID-38

### Достопримечательности и охраняемые природные зоны
- Национальный лесной заказник Карибу (частично)
- Национальное угодье Керлью (частично)
- Национальный лесной заказник Сотут (частично)